# Β-ゼアラレノール
β-ゼアラレノール（英: β-Zearalenol）は、フザリウム属から見つかるマイコエストロゲンに関連するResorcylic acid lactonesに属する非ステロイド性エストロゲンである。α-ゼアラレノールのβ-エピマーであり、α-ゼアラレノールとともにゼアラレノンの主要代謝産物であり、主に肝臓で生成されるが、初回通過効果により腸でもわずかに生成される。ヒトではゼアラレノンの代謝物は、α-ゼアラレノールはβ-ゼアラレノールよりも多い。β-ゼアラレノールは、ゼアラレノンと比べてエストロゲンとしての活性はほぼ同じか、わずかに弱い。